# SunOS
SunOS — версия операционной системы UNIX, разработанная компанией Sun Microsystems для рабочих станций и серверов собственного производства. Название SunOS обычно используется для обозначения версий с 1.0 по 4.1.4. Эти версии были основаны на BSD варианте UNIX, тогда как SunOS версии 5.0 и далее основана на UNIX System V четвёртого выпуска (SVR4) и фигурирует под названием Solaris.

## История
| Версия SunOS    | Дата выпуска | Кодовая база[прояснить]                                      | Описание |
| --------------- | ------------ | ------------------------------------------------------------ | --- |
| Sun UNIX 0.7    | 1982         | UniSoft UNIX v7                                              | Поставлялась с системами Sun-1, основанными на 68000                                                                 |
| SunOS 1.0       | 1983         | 4.1BSD                                                       | Поддержка систем Sun-1 и Sun-2, основанных на 68010                                                                  |
| SunOS 1.1       | Апр 1984     |                                                              | |
| SunOS 1.2       | Янв 1985     |                                                              | |
| SunOS 2.0       | Май 1985     | 4.2BSD                                                       | Представлена виртуальная файловая система (VFS) и протокол NFS                                                       |
| SunOS 3.0       | Фев 1986     | 4.2BSD + System V IPC                                        | совпала с выпуском серии Sun-3, основанной на 68020.                                                                 |
| SunOS 3.2       | Сент 1986    | Same as 3.0, plus some 4.3BSD                                | Появилась поддержка Sun-4                                                                                            |
| SunOS 3.5       | Янв 1988     |                                                              | |
| SunOS 4.0       | Дек 1988     | 4.3BSD with System V IPC                                     | Новая система виртуальной памяти, динамическое связывание, автомонтировщик, System V STREAMS I/O. поддержка Sun386i. |
| SunOS 4.0.1     | 1988         |                                                              | |
| SunOS 4.0.2     | Сен 1989     | Только Sun386i                                               | |
| SunOS 4.0.3     | Май 1989     |                                                              | |
| SunOS 4.0.3c    | Янв 1989     | Только SPARCstation 1 (Sun-4c)                               | |
| SunOS 4.1       | Март 1990    |                                                              | |
| SunOS 4.1e      | Апр 1991     | Только Sun-4e                                                | |
| SunOS 4.1.1     | Март 1990    | Включает OpenWindows 2.0                                     | |
| SunOS 4.1.1B    | Фев 1991     |                                                              | |
| SunOS 4.1.1.1   | Янв 1991     |                                                              | |
| SunOS 4.1.1_U1  | Нояб 1991    | Только Sun-3/3x                                              | |
| SunOS 4.1.2     | Дек 1991     | Поддержка многопроцессорных систем (SPARCserver 600MP)       | |
| SunOS 4.1.3     | Авг 1992     |                                                              | |
| SunOS 4.1.3C    | Нояб 1993    | Только SPARCclassic/SPARCstation LX                          | |
| SunOS 4.1.3_U1  | Дек 1993     |                                                              | |
| SunOS 4.1.3_U1B | Фев 1994     | Первый релиз, включающий патч для решения Проблемы 2000 года | |
| SunOS 4.1.4     | Нояб 1994    | Последний релиз SunOS 4                                      | |
| SunOS 5.x       | Янв 1992 -   | SVR4                                                         | См. Solaris |

## «SunOS» и «Solaris»
В 1987 AT&T и Sun объявили о сотрудничестве в проекте по слиянию наиболее популярных в то время разновидностей UNIX: BSD, System V и Xenix. Результатом должна была стать System V Release 4 (SVR4).
4 сентября 1991 Sun заявила о переводе своей операционной системы с кодовой базой BSD на кодовую базу SVR4. Хотя внутри Sun система называлась SunOS 5, на рынке она продвигалась под брендом Solaris.
Предполагалось выпустить новую операционную систему на следующий год, однако Sun сразу же стала применять название Solaris к уже существующей SunOS 4 (включая OpenWindows). Таким образом, SunOS 4.1.1 стала именоваться Solaris 1.0; SunOS 5.0 стала частью Solaris 2.0. Релизы SunOS 4.1.x выпускались до 1994, каждый из них имел эквивалентное название Solaris 1.x.
| Версия SunOS         | Версия Solaris     | Версия OpenWindows |
| -------------------- | ------------------ | ------------------ |
| 4.1.1 4.1.1B 4.1.1.1 | 1.0                | 2.0                |
| 4.1.2                | 1.0.1              | 2.0                |
| 4.1.3                | 1.1 SMCC Version A | 3.0                |
| 4.1.3C               | 1.1C               | 3.0                |
| 4.1.3_U1             | 1.1.1              | 3.0_U1             |
| 4.1.3_U1B            | 1.1.1B             | 3.0_U1B            |
| 4.1.4                | 1.1.2              | 3.0_414            |

На сегодняшний день, общепринятым названием SunOS 5 является Solaris, однако имя SunOS до сих пор можно встретить внутри операционной системы: во время начальной загрузки, при использовании команды uname, в man-страницах.
```
# uname -a
SunOS sparc 5.11 snv_98 sun4u sparc SUNW,Sun-Blade-1000
```

## Пользовательский интерфейс
Графические пользовательские интерфейсы (GUI), поставлявшиеся с ранними версиями SunOS, включали SunTools (позже SunView) и NeWS. В 1989 году Sun выпустила OpenWindows — оконную систему, основанную на X11, которая также поддерживала приложения для SunView и NeWS.